# Мемориальный ансамбль советским воинам Великой Отечественной войны на Антакальнисе
Мемориальный ансамбль советским воинам Великой Отечественной войны на Антакальнисе — памятник советским воинам, освобождавшим Вильнюс от немецко-фашистских захватчиков во время Великой Отечественной войны. Включает захоронение 2906 воинов 3-го Белорусского фронта, погибших при освобождении Вильнюса в июле 1944 года, 86 партизан и примерно 150 революционеров[уточнить], общественных деятелей и деятелей культуры Литовской ССР. Ансамбль расположен в восточной части района Вильнюса Антакальнис и является частью Антакальнисского кладбища, которое было основано ещё в начале XIX века властями Российской империи. Ансамбль занимает площадь около 2 га.

## Описание
Центральная часть ансамбля — долина, где в братских могилах похоронены 81 воин, 86 партизан и подпольщиков — члены оперативных групп ЦК КПЛ, Тракайской партизанской бригады и партизанской бригады «Жальгирис», партизанского соединения «Гражина», партизанских отрядов «Бичюляй» («Приятели»), «Дайнавос партизанас» («Партизан Дайнавы»), «Кяршитояс» («Мститель»), им. Адама Мицкевича, «Миртис фашизмуй» («Смерть фашизму»), «Шарунас», «Уж пяргале» («За победу»). Вход в долину — с запада, он обозначен четырьмя возвышениями опорной гранитной стены, на двух из которых выгравированы цифры, обозначающие период Великой Отечественной войны: «1941» и «1945».

Долина разбита на шесть широких террас, равномерно поднимающихся в восточную сторону. Террасы и лестницы между ними выложены плитами из серого гранита. На III—V террасах расположено 16 надгробий из серого гранита, с полированными плитами из чёрного гранита. 
На них выгравированы надписи, обозначающие военные звания или должности похороненных, их фамилия, инициалы имени и отчества и годы жизни. На плитах также выгравированы фамилии 12 партизан и подпольщиков, могилы которых остались неизвестными. На самой верхней, VI террасе, на плите из чёрного полированного гранита сооружён бронзовый алтарь в форме венка из дубовых листьев, в котором горит вечный огонь. За этой террасой, у самого подножия восточного склона, на фоне деревьев на возвышении стоит памятник — шесть фигурных стел.
Братские могилы воинов расположены в долине и на южном склоне мемориального ансамбля, на них установлены бетонные надгробия с чугунными и гранитными плитами. Могилы склона расположены тремя террасами, поднимающимися в южную сторону, у могил посажены туи.
Кроме братских могил советских воинов и партизан, в советский период памятниками истории числились две группы могил в северной и юго-восточной части мемориала. Первую группу составляли 41 могила, объявленная историческими памятниками республиканского значения: Героев Советского Союза — воинов Великой Отечественной войны, вильнюсских коммунаров, известных государственных, партийных деятелей и деятелей культуры Литовской ССР. Вторую группу большей частью составляли 88 могил, объявленных историческими памятниками местного значения: деятелей культуры, известных общественных и военных деятелей Литовской ССР, революционеров-подпольщиков.

### Памятник советским воинам
Памятник создан и установлен в 1984 году скульптором Юозасом Бурнейкой и архитектором Римантасом Дичюсом. Эта скульптурная композиция расположена в центральной части мемориального ансамбля, у подножия восточного склона. Она гармонично вписывается в окружающий пейзаж и является его пластическим акцентом. Композицию составляют шесть вертикальных стел из светло-серого гранита одинаковых размеров, высотой 6,2 м. Стелы установлены на низком постаменте высотой 0,95 м и горизонтальным размером 4,1 × 11 м. Каждая стела в верхней части переходит в горельефную, прикрытую драпировкой фигуру воина. Изображены воины различных родов войск, поминающие погибших перед вечным огнём. Расположение фигур в два ряда, в неравномерном, динамическом ритме создаёт впечатление многочисленности, единства воинов и придаёт разнообразие силуэту. Пластика — строгая, формы — обобщённые. Памятник усиливает общее настроение серьёзности и сосредоточенности.
В мае 2022 года мэр Вильнюса Ремигиюс Шимашюс предложил снести памятники советским воинам.
8 июня 2022 городской совет Вильнюса принял решение снести мемориал.
26 сентября 2022 г. Комитет по правам человека ООН в деле № 4222/2022 запретил снос мемориала до тех пор пока он не примет решение является ли мемориал объектом русской культуры. В том случае, если является, запрет на его снос станет постоянным. Жалобу от лица семьи героя СССР Ивана Яборова, который там похоронен, подал адвокат профессор Станисловас Томас.
9 декабря, невзирая на запрет комитета ООН по правам человека, Вильнюсское городское самоуправление разрушило монумент. Демонтаж стоил почти 60 000 евро.

## История формирования мемориала
Советские бойцы, воины Великой Отечественной, с 9 июля 1944 по 1945 гг. хоронились в двух местах: погибшие на поле боя — у нынешних ворот, ведущих на Антакальнисское кладбище, умершие от ран в больницах — на нынешней территории мемориала. В 1951 году сооружён сам мемориальный ансамбль (архитекторы — Лев Казаринский, Анатолий Колосов). Туда были перенесены останки советских воинов с площади Черняховского, подножия холма Гедиминаса, Новой Вильни, Жверинаса и других мест Вильнюса. В центре долины был установлен гранитный обелиск (заменённый в 1984 г. памятником), а в алтаре, сооружённом у его подножия, 9 мая 1951 года торжественно зажжён вечный огонь, доставленный с Марсового поля в Ленинграде.
В 1954—1955 гг. в мемориальный ансамбль перенесены останки партизан, погибших в окрестностях Вильнюса, Тракай, Алитуса и Швенчёниса, захоронены погибшие в других местах члены оперативных групп ЦК КПЛ. В 1959 году приведён в порядок северный склон мемориального ансамбля (архитектор — Яунутис Макарюнас). В 1976—1984 гг. по проекту, подготовленному Институтом проектирования коммунального хозяйства (архитекторы Римантас Дичюс, Игнас Лаурушас, Салвияна Вайчяйтите, инженер Арвидас Гражис) мемориал подвергся комплексной реставрации — переупорядочена долина мемориального ансамбля, заменены и по другому расположены надгробия, заново рассажены туи, а на восточный склон ансамбля в 1980—81 гг. перенесены останки советских воинов, похороненных у ворот Антакальнисского кладбища.

## Примечательные могилы
В мемориальном ансамбле похоронены пять воинов, удостоенных звания Героя Советского Союза, участников освобождения Вильнюса и Литвы:
- Иван Петрович Яборов (25 сентября 1910 — июль 1944), гвардии майор, заместитель по политической части командира моторизованного батальона автоматчиков. Отметился в битвах за освобождение Белоруссии и Вильнюса[6].
- Леонид Константинович Ерофеевских (1913 — июль 1944), гвардии майор, командир моторизованного батальона автоматчиков. 9 июля 1944 года с группой автоматчиков занял железнодорожный вокзал Вильнюса, они отстаивали вокзал в течение трёх суток, а Ерофеевских в этом бою погиб[7].
- Гавриил Федотович Кирдищев (20 марта 1919 — 13 июля 1944), младший лейтенант, начальник 8-й заставы 13-го пограничного полка войск НКВД 3-го Белорусского фронта. 13 июля 1944 года возглавляемые им пограничники отметились во время боя с гитлеровцами, прорывавшимися из окружения в районе деревни Пустоваловки Виленского уезда Вильнюсского района. Смертельно ранен в этом бою[8].
- Терентий Яковлевич Шутилов (1924 — 13 июля 1944), старший сержант, командир артиллерийского орудия. 13 июля 1944 года в битве в Вильнюсе подбил два самоходных орудия гитлеровцев и уничтожил много огневых точек врага. Погиб в бою.
- Николай Михайлович Ольшевский (27 января 1920 — 22 августа 1944), гвардии младший лейтенант, командир танка 26-й гвардейской танковой бригады 2-го танкового корпуса 2-го Белорусского фронта. Тяжело ранен в августе 1944, при освобождении Литвы от немецко-фашистских захватчиков, скончался от ран[9].

В мемориальном ансамбле также похоронены видные деятели Литвы советского периода: литовская писательница Ева Симонайтите, скульптор Юозас Микенас, художник Стасис Красаускас, поэт Антанас Венцлова, писатель Юстас Палецкис, политик Антанас Снечкус и другие.